# 金沙鎮

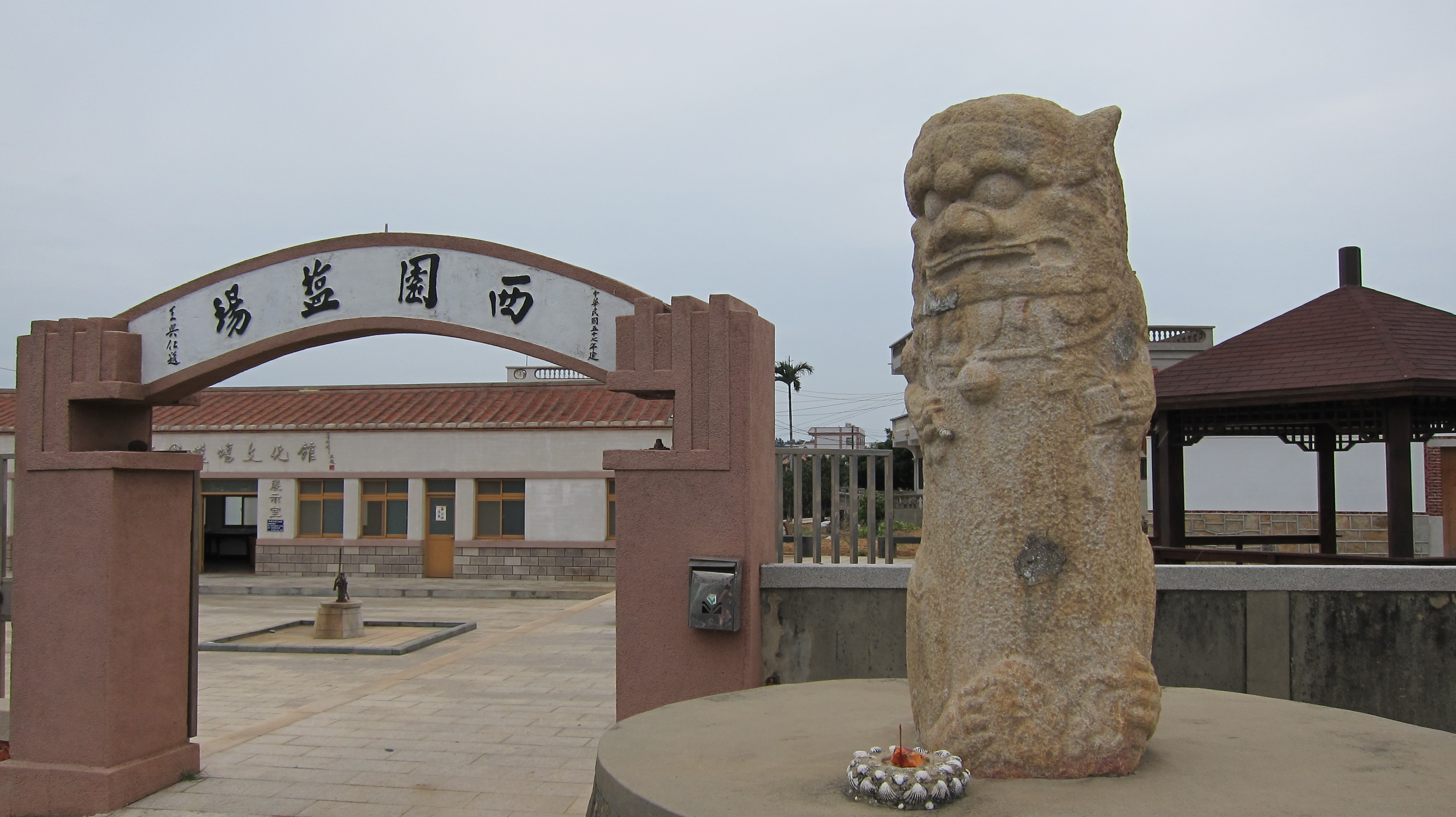
西園塩田地方文化館とシーサー

金沙鎮（ジンシャー/きんさ-ちん）は中華民国福建省金門県の鎮。

## 概要
人口は金城鎮、金寧郷、金湖鎮に次ぎ、金門県内で4番目である。

## 地理
大金門島の北東部を占める。面積は41.08平方キロメートルであり、南を金湖鎮と接する。北、東、西方面は海に囲まれている。

### 行政区画
| 里                                                             |
| -------------------------------------------------------------- |
| 三山里、光前里、何斗里、官嶼里、大洋里、西園里、汶沙里、浦山里 |

## 政治

### 行政

#### 鎮長
- 吳有家

歴代鎮長
- 陳昆第

## 対外関係

### 姉妹都市･提携都市

#### 国内
- 板橋区（新北市）
- 東港鎮（屏東県）

## 教育

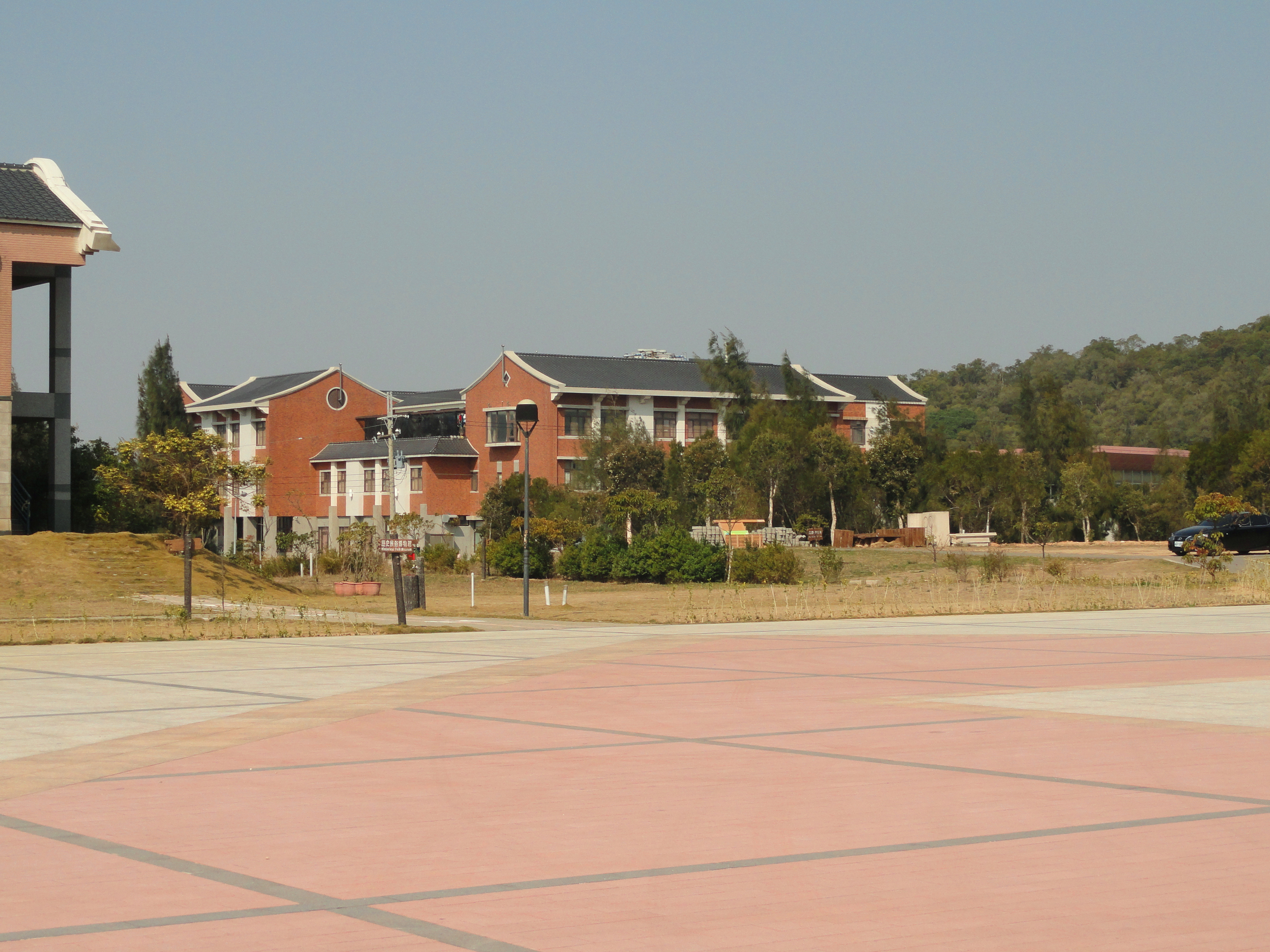
銘伝大学金門キャンパス

### 大学
私立
- 銘伝大学金門キャンパス

### 国民中学
県立
- 金門県立金沙国民中学

### 国民小学
県立
- 金門県立金沙国民小学
- 金門県立何浦国民小学
- 金門県立安瀾国民小学
- 金門県立述美国民小学

## 交通
| 種別 | 路線名称 | その他 |
| ---- | -------- | ------ |

## 観光

### 観光スポット
- 斗門古樹区
- 金沙ダム
- 屏東登太武山歩道
- 五虎山植物生態区
- 馬山観測所
- 西山前李宅
- 方東美記念亭
- 観徳橋
- 金門民俗文化村 - 台湾歴史建築百景の1つ山后民俗村。

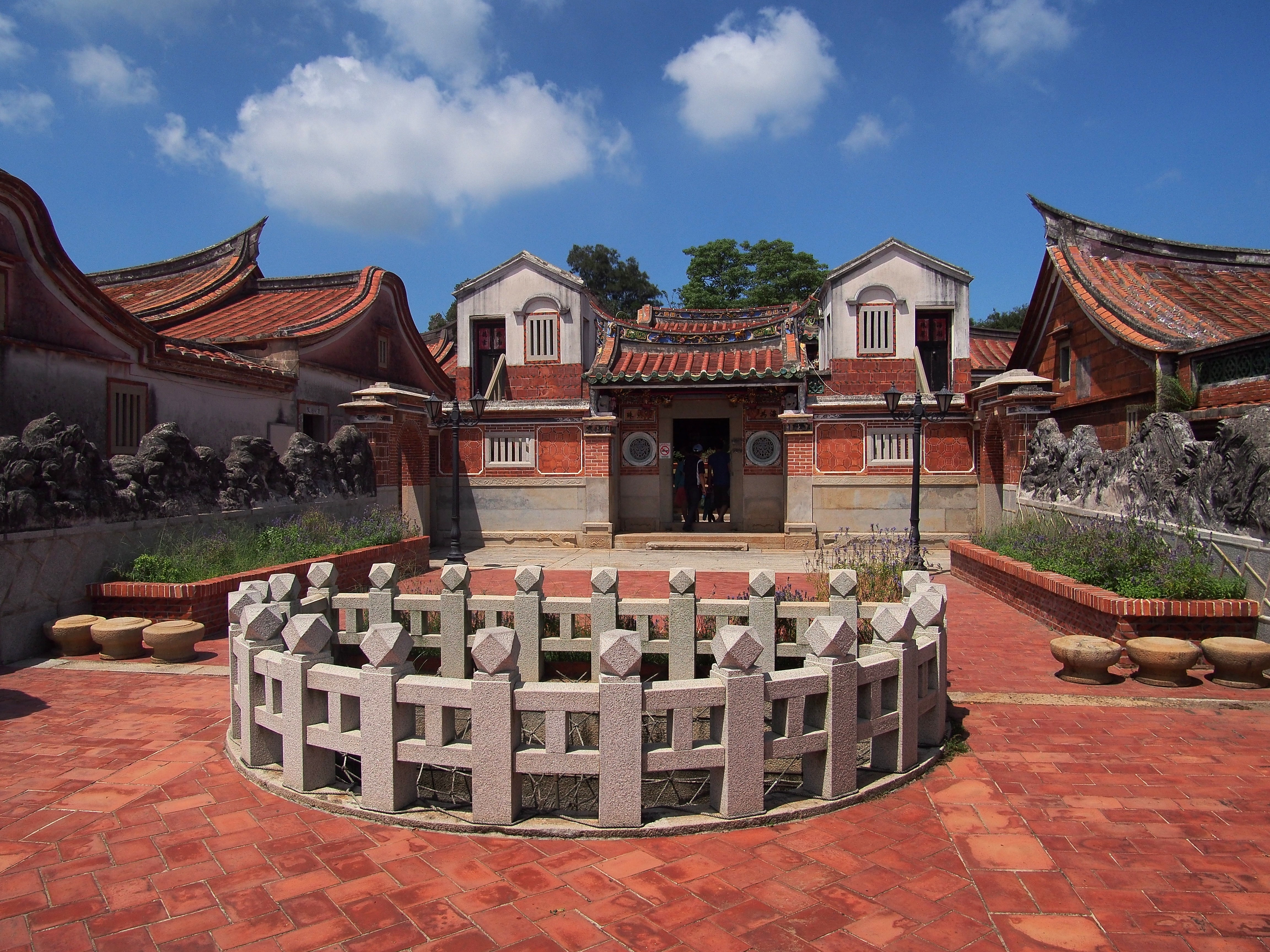
金門民俗文化村